# Cladobotryum pinarense
Cladobotryum pinarense är en svampart som beskrevs av R.F. Castañeda 1986. Cladobotryum pinarense ingår i släktet Cladobotryum och familjen Hypocreaceae.   Inga underarter finns listade i Catalogue of Life.